# NEU4
NEU4 (англ. Neuraminidase 4) – білок, який кодується однойменним геном, розташованим у людей на короткому плечі 2-ї хромосоми.  Довжина поліпептидного ланцюга білка становить 484 амінокислот, а молекулярна маса — 51 572.
| 10         |  | 20         |  | 30         |  | 40         |  | 50         |
| ---------- |  | ---------- |  | ---------- |  | ---------- |  | ---------- |
| MGVPRTPSRT |  | VLFERERTGL |  | TYRVPSLLPV |  | PPGPTLLAFV |  | EQRLSPDDSH |
| AHRLVLRRGT |  | LAGGSVRWGA |  | LHVLGTAALA |  | EHRSMNPCPV |  | HDAGTGTVFL |
| FFIAVLGHTP |  | EAVQIATGRN |  | AARLCCVASR |  | DAGLSWGSAR |  | DLTEEAIGGA |
| VQDWATFAVG |  | PGHGVQLPSG |  | RLLVPAYTYR |  | VDRRECFGKI |  | CRTSPHSFAF |
| YSDDHGRTWR |  | CGGLVPNLRS |  | GECQLAAVDG |  | GQAGSFLYCN |  | ARSPLGSRVQ |
| ALSTDEGTSF |  | LPAERVASLP |  | ETAWGCQGSI |  | VGFPAPAPNR |  | PRDDSWSVGP |
| GSPLQPPLLG |  | PGVHEPPEEA |  | AVDPRGGQVP |  | GGPFSRLQPR |  | GDGPRQPGPR |
| PGVSGDVGSW |  | TLALPMPFAA |  | PPQSPTWLLY |  | SHPVGRRARL |  | HMGIRLSQSP |
| LDPRSWTEPW |  | VIYEGPSGYS |  | DLASIGPAPE |  | GGLVFACLYE |  | SGARTSYDEI |
| SFCTFSLREV |  | LENVPASPKP |  | PNLGDKPRGC |  | CWPS       |  |            |

A: Аланін

C: Цистеїн

D: Аспарагінова кислота

E: Глутамінова кислота

F: Фенілаланін

G: Гліцин

H: Гістидин

I: Ізолейцин

K: Лізин

L: Лейцин

M: Метіонін

N: Аспарагін

P: Пролін

Q: Глутамін

R: Аргінін

S: Серин

T: Треонін

V: Валін

W: Триптофан

Кодований геном білок за функціями належить до гідролаз, глікозидаз. 
Задіяний у таких біологічних процесах як метаболізм ліпідів, деградація ліпідів, вуглеводний обмін, поліморфізм, альтернативний сплайсинг. 
Локалізований у мембрані, лізосомі.